# Susan Hayward
Susan Hayward (født Edythe Marrenner; 30. juni 1917, død 14. marts 1975) var en amerikansk skuespiller. Efter en kort karriere som model, tog hun til Hollywood for at prøve på at få rollen som Scarlett O'Hara i Borte med blæsten, hvilken hun dog ikke fik. I 1958 vandt hun en Oscar for bedste kvindelige hovedrolle for sin præstation i Jeg vil leve!.